# Treroninae
Sous-famille
Les Treroninae sont une sous-famille qui comprend dix genres d'oiseaux appartenant à la famille des Columbidae.

## Liste des genres
- Alectroenas G. R. Gray, 1840
- Cryptophaps Salvadori, 1893
- Drepanoptila Bonaparte, 1855
- Ducula Hodgson, 1836
- Gymnophaps Salvadori, 1874
- Hemiphaga Bonaparte, 1854
- Lopholaimus Gould, 1841
- Phapitreron Bonaparte, 1854
- Ptilinopus Swainson, 1825
- Treron Vieillot, 1816